# Most císařovny Alžběty (Děčín)

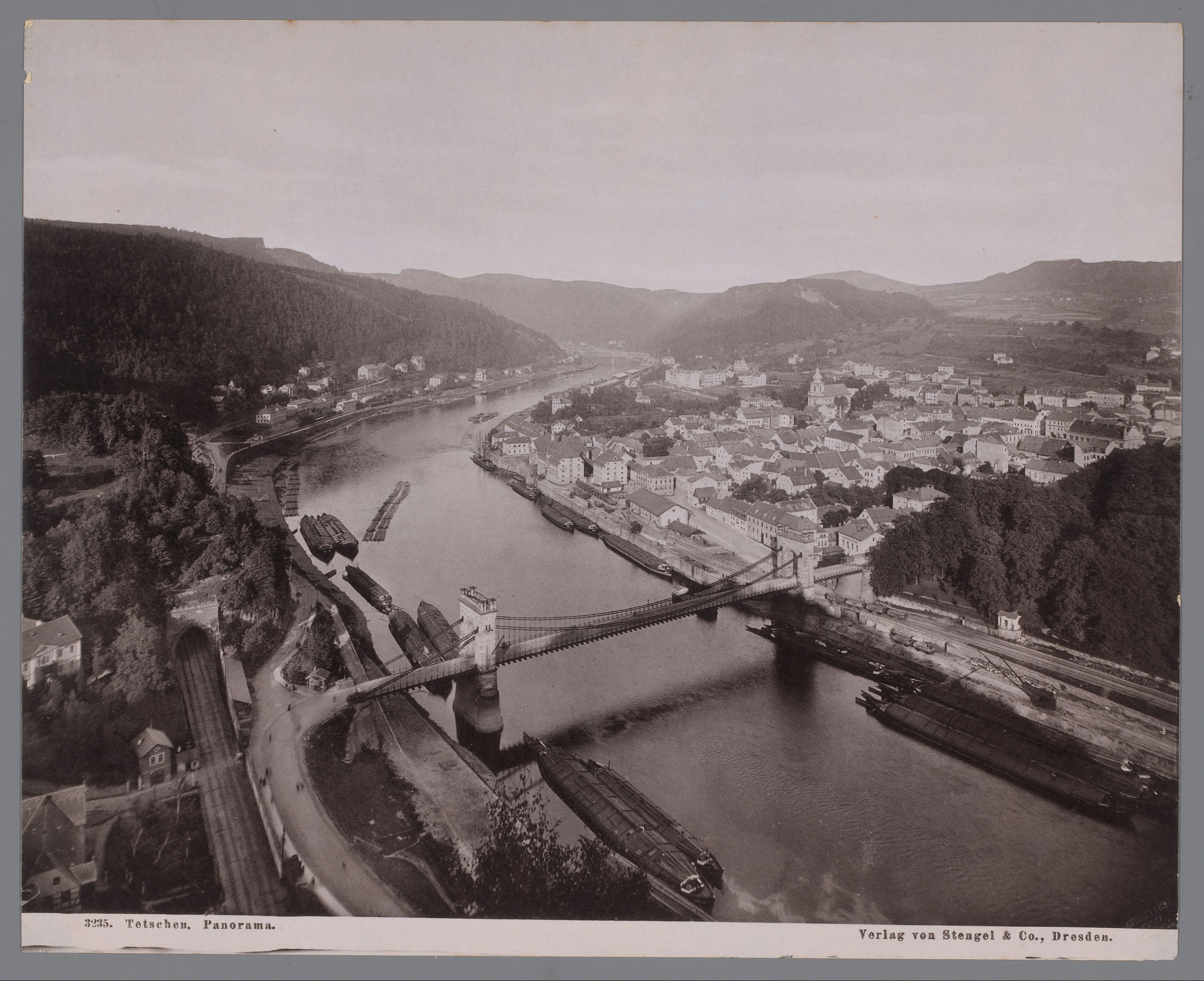
Panorama Děčína s Mostem císařovny Alžběty

Most císařovny Alžběty (německy Kaiserin-Elisabeth-Brücke) byl silniční řetězový most přes Labe spojující Děčín s Podmokly. Most pojmenovaný po císařovně Alžbětě Bavorské byl otevřen v roce 1855, přičemž spojil Děčín s hlavní železniční tratí z Drážďan. Most byl zbořen ve 30. letech 20. století, ale jeho pilíře byly použity při stavbě nového Tyršova mostu, který stojí v Děčíně dodnes.

## Situace
Dne 8. dubna 1851 byla otevřena trať Praha–Drážďany, která vedla po levém břehu Vltavy a Labe. Podle smlouvy uzavřené 31. prosince 1850 mezi císařskou vládou Rakouskou a královskou vládou Saskou bylo vlakové nádraží v Podmoklech (Bodenbachu) určeno jako jediná a společná přestupní stanice pro železniční provoz železničních správ obou států na česko-saské dráze. Severní státní dráha postavila v obci Podmokly na pozemcích hraběte Thun-Hohenstein pohraniční stanici mezi Rakouskem a Saskem. Hospodářský potenciál dráhy i nádraží mohl být plně využit jen v případě dobrého silničního spojení s okolím. Město Děčín leželo na protilehlém břehu Labe, a proto musel být vystavěn most.

## Tetschner Kettenbrücke-Gesellschaft
V roce 1849 vytvořili děčínští občané v čele s textilním továrníkem Johannem Josefem Münzbergem (1799-1878) ze Starého Města) a hrabětem Franzem Antonem von Thunem (Františkem Antonínem Thunem) spolek Ein Comite behufs der Erbauung einer Kettenbrücke über die Elbe i Tetschen (mostní stavební výbor). Ale až v roce 1851 bylo získáno povolení k založení akciové společnosti Tetschner Kettenbrücke-Gesellschaft a městu Děčín byla udělena císařská výsada na stavbu řetězového mostu přes Labe. Bylo vydáno 1300 (1500) akcií po 200 zlatých. Hrabě Franz Anton von Thun projekt enormně podpořil, upsal 32 000 florinů akcií a daroval část svého zámeckého parku jako stavební pozemek. Později se společnost přejmenovala na K. k. priv. Kaiserin Elisabeth-Kettenbrücke-Gesellschaft (C. k. priv. společnost řetězového mostu císařovny Alžběty). 
Společnost protestovala proti úpravám dna Labe, protože se obávala silného proudu řeky, který by mohl způsobit přetržení tažného řetězu řetězového parníku.
Společnost držela privilegium dopravy přes Labe. Železniční společnost k. k. privilegierte Böhmische Nordbahn-Gesellschaft (BNB) měla záměr postavit v Děčíně železniční most se Schiffkornovými nosníky. Akcionáři děčínského řetězového mostu měli obavy o své investice, protože se obávali odlivu dopravců na železniční most. Společnost požadovala odškodnění ve výši 80 000 florinů za stavbu mostu Severní železnice, zatímco Severní železnice nabídla pouze 45 000 florinů. Došlo k jednání, kde bylo dohodnuto, že BNB zaplatí kompenzaci ve výši 45 000 florinů. Před dostavbou železniční vlečky se objevily obavy o průjezdnost levého (podmokelského) nábřeží. Byly navrhovány úpravy schodišť mostu.
Akciová společnost měla pravidelné valné hromady. Dne 30. srpna 1916 se konala valná hromada č. 68, kde byla představena Zpráva o ústním jednání s c. k. ministerstvem ohledně další rekonstrukce mostu. Alternativní název společnosti byl Actienverein der Kaiserin Elisabeth-Kettenbrücke in Tetschen am Elbe (Akcijní spolek řetězového mostu císařovny Alžběty v Děčíně).
Po rozpadu Rakouska-Uherska v roce 1918 přešly závazky na Československý stát. Akcionáři měli podporu křesťanskosocialistického politika Krumpeho, který prosazoval vypořádání s akcionáři.

## Stavba mostu
Původní projekt vyhotovil Josef Emanuel Schnirch. Na podzim roku 1852 bylo rozhodnuto o přesné poloze opěr mostu. Začala jednání o výkupech domů, které stály v cestě. Majitelé požadovali vyšší částky, a tak se jednání protáhla. Stavbu mostu zahájila stavební firma Schertz z Pirny v roce 1953. Stavěla podle projektu inženýra Wernera, který pozměnil původní projekt. Změna se týkala zmenšení rozpětí mezi pilíři. Architektonickou úpravu mostu navrhl B. Grueher.[zdroj?]
Stavba začala 1. května 1853, ale nedostatek finančních prostředků způsobil změnu stavitele. Most dokončil stavitel loketského řetězového mostu Jelínek.[ve zdroji nenalezeno]

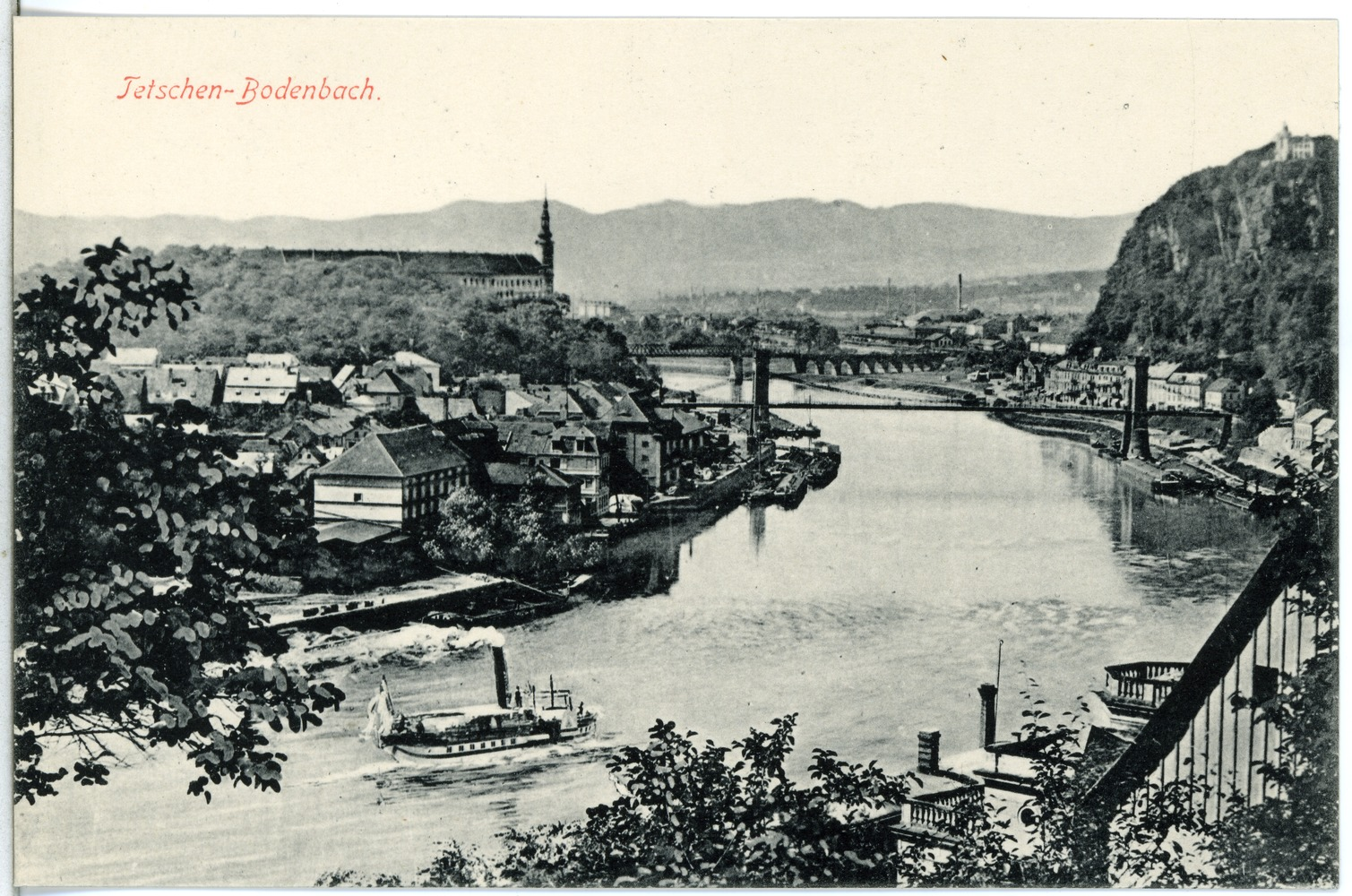
Pohled ze severu
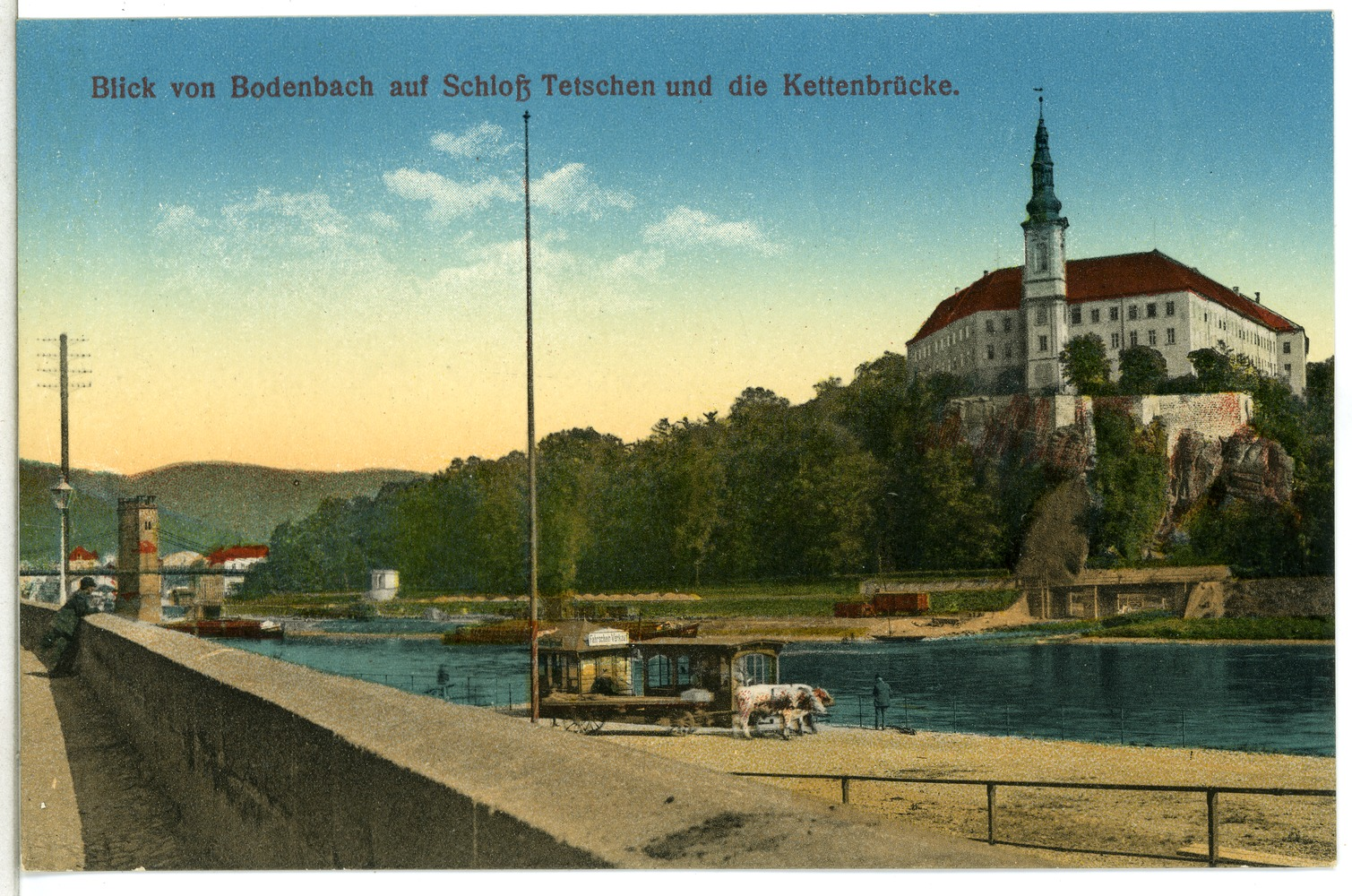
Pohled z jihu
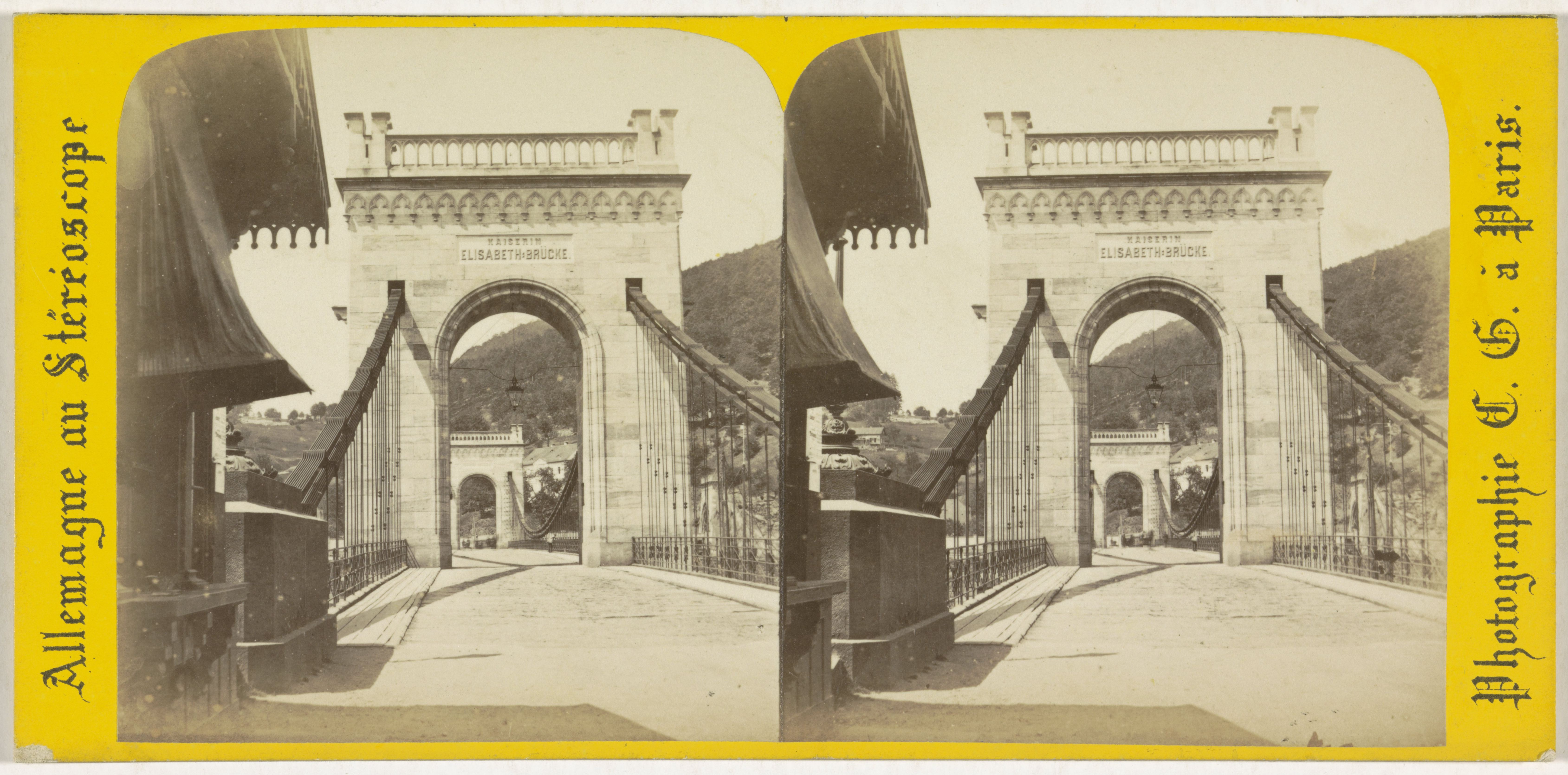
Pohled na pylony

## Historie mostu
Dne 9. června 1854 odpoledne přijeli císař František Josef I. a císařovna Alžběta Bavorská z Prahy a odjeli na zámek hraběte Thuna v Děčíně. Důvodem cesty novomanželů bylo setkání s pruským králem. U příležitosti jmenin císařovny byl slavnostně vysvěcen nově postavený řetězový most v Děčíně a pojmenován „Most císařovny Alžběty“. Slavnostní inaugurace a otevření se uskutečnilo dne 2. prosince 1855. Po obřadu v kostele vytvořili účastníci slavnosti průvod, který po novém mostě přešel přes Labe. Po projevu Johanna Josefa Münzbergena byl odhalen pozlacený nápis na mostě: „Most císařovny Alžběty“. Následovalo několik salv děl.
Most byl první z objektů v Děčíně, které byly pojmenovány po císařovně Sissi. Dalším byla Císařská vyhlídka na Kvádrberku pojmenovaná u příležitosti stříbrné svatby.
V roce 1859 se objevily úvahy o osvětlení mostu. Byl založen Výbor pro výstavbu a noční osvětlení chodníku mezi Děčínem a Podmokly.
Dne 22. června 1866 se objevila zpráva, že se část řetězového mostu zřítila do koryta Labe; V roce 1866, během Prusko-Rakouské války byl most poničen. Přerušená mostovka byla provizorně překlenuta.
Labe se často rozvodńovalo a vzestup hladiny ohrožoval most. Nebezpečím pro most byly i ledové kry, které se vytvořily při jarním tání.
Dne 9. července 1895 odpoledne došlo ke vznícení dřevěných částí mostu od jisker z komína parníku, který plul pod mostem. Požár hasili hasiči z celého okolí a vojáci. Zůstala ocelová konstrukce a zděné pylony.
Řetězový most v Děčíně byl obdivován i po 60 letech. Na mostě se vybíralo mostné.

### Mýtný sazebník na dobu 10 let od roku 1895
Na valné hromadě dne 13. srpna 1894 byl projednán nový návrh sazebníku poplatků (mýta). Dekretem z 21. listopadu 1894 byl sazebník schválen c. k. ministerstvem vnitra ve shodě s c. k. ministerstvem financí. Služebním postupem pak hejtmanství dne 17. ledna 1895 povolilo další vybírání mýta. Sazebník stanovil tarify ve výši od ½ krejcaru po 14 krejcarů:
- osoba starší 14 let: 2 kr., osoba mladší 14 let: 1 kr. (děti přepravované zdarma),
- osoba s prázdným nebo naloženým trakařem, kočárkem nebo jízdním kolem: 4 kr.,
- hospodářské zvíře jako husy, kachny, krůty atd. ½ kr.,
- skot jako prasata, kozy, ovce, telata 1 kr.,
- tažná zvířata jako koně, krávy, voli atd. s výjimkou hospodářských zvířat 6 kr.,
- tažné hospodářské zvíře v zápřahu prázdného osobního vozu nebo saní 8 kr., obsazeného osobního vozu nebo saní10 kr.,
- tažné hospodářské zvíře v zápřahu prázdného nákladního vozu nebo saní 10 kr., naloženého nákladního vozu nebo saní 14 kr.,
- prázdný tažný vůz nebo saně bez zápřahu nebo vůz tažený lidmi nebo psy 6 kr.,
- tažné naložené saně 14 kr.

### Nevyhovující parametry
V roce 1927 byl most ve špatném stavu. Spoje článků řetězového mostu měly vůli, která se projevovala při větru bočním houpáním. V roce 1933 bylo přistoupeno k přestavbě, protože most měl omezenou nosnost 6 tun. Při stavbě nového Tyršova mostu byly využity původní pilíře Mostu císařovny Alžběty.